# Saint-Maximin, Isère
Saint-Maximin là một xã của tỉnh Isère, thuộc vùng Rhône-Alpes, đông nam nước Pháp.